# Flaga obwodu tiumeńskiego
Flaga obwodu tiumeńskiego (NHR:4307) zatwierdzona 24 listopada 2008 to prostokątny materiał w proporcjach (szerokość do długości) - 2:3, składający się z trzech jednakowej szerokości horyzontalnych pasów: białego, niebieskiego i zielonego, na które nałożony jest równoramienny trójkąt; jego podstawę stanowi drzewiec flagi, a wysokość jest równa 1/4 długości materiału. Na środkowym niebieskim pasie są umieszczone trzy żółte korony, jedna za drugą, o specyficznym wyglądzie (mają po cztery zęby, z których dwie środkowe są rozdwojone, wszystkie końce zębów są zaokrąglone). Podobne korony występują w herbie obwodu tiumeńskiego.